# Lâmpada de Döbereiner

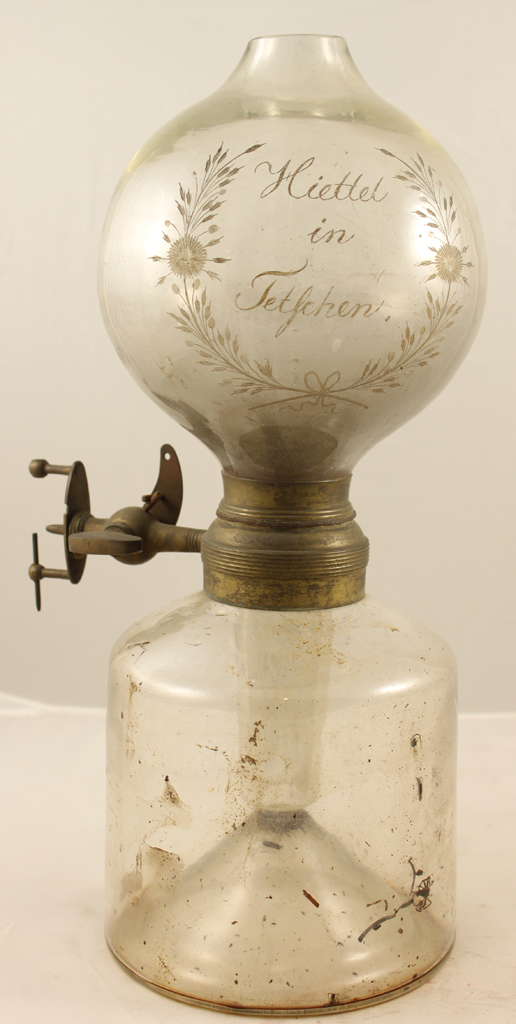
Lâmpada de Döbereiner

A lâmpada de Döbereiner é um isqueiro inventado em 1823 pelo químico alemão Johann Wolfgang Döbereiner, baseado no isqueiro Fürstenberger e produzido até cerca de 1880. No jarro, o metal zinco reage com ácido sulfúrico para produzir gás hidrogênio. Quando uma válvula é aberta, um jato de hidrogênio é liberado e entra em combustão. A ignição é catalisada por metal platina.
O isqueiro é exibido no Deutsches Museum e na velha farmácia no Castelo de Heidelberg.